# Antônio Félix Martins
Antônio Félix Martins, primeiro e único barão de São Félix (Rio de Janeiro, 20 de novembro de 1812 — Rio de Janeiro, 18 de fevereiro de 1892) foi um médico, professor e político brasileiro, chegando a assumir cargos como vereador e presidente da Câmara Municipal do Rio de Janeiro.
Filho de José Martins e Rita Angélica de Jesus, casou-se com Ana Carolina Pinto.
Formado na Faculdade de Medicina do Rio de Janeiro, onde foi professor de patologia, além de cirurgião da Guarda Nacional, inspetor do Hospital Marítimo de Santa Isabel, presidente da Junta Central de Higiene Pública, da Caixa Municipal de Socorros Públicos e do Montepio Geral dos servidores do Estado. Foi membro e presidente da Academia Imperial de Medicina.
Como político, foi vereador e presidente da Câmara Municipal do Rio de Janeiro. Era maçom na Loja Grande Oriente Unido do Brasil e também sócio do Instituto Histórico e Geográfico Brasileiro.
Agraciado barão, era comendador da Imperial Ordem da Rosa e cavaleiro da Imperial Ordem de Cristo.